# NGC 5984
NGC 5984 (другие обозначения — UGC 9987, MCG 2-40-11, ZWG 78.52, IRAS15405+1423, PGC 55853) — галактика в созвездии Змея.
Этот объект входит в число перечисленных в оригинальной редакции «Нового общего каталога».